# Syhnajiwka
Syhnajiwka (ukr. Сигнаївка) – wieś na Ukrainie, w obwodzie czerkaskim, w rejonie zwinogródzkim. W 2024 liczyła 1501 mieszkańców